# Dillenia suffruticosa
Dillenia suffruticosa este o specie de plante din genul Dillenia răspândită în zone tropicale din Asia de Sud-Est, în păduri secundare și terenuri mlăștinoase. Este un arbust mare și sempervirescent, care poate avea o înălțime de 6–10 metri. Înflorește continuu cu flori galbene care pot avea lățimea de aprox. 10–13 cm.
Dillenia suffruticosa este floarea națională a statului Brunei, putând fi găsită și în această țară.
În Sri Lanka, această plantă este o specie invazivă.

## Taxonomie
Specia Dillenia suffruticosa a fost descoperită în anul 1886 în Malaesia de către botanistul italian Ugolino Martelli.

## Descriere
Specia Dillena suffruticosa este descrisă ca fiind un arbust cu înălțimea de circa 6–10 m. Conform unor surse, albinele, dar și unii gândaci mici și muște, par a fi polenizatorii acestei plante. Florile sunt mari, au aprox. 10–13 cm în lățime, sunt galbene și fără miros. Ele înfloresc zilnic, se desfac în jurul orei 3:00 și sunt complet înflorite cu aproape o oră înainte de răsărit. Această plantă nu produce nectar. Fructele sunt roz, au formă de stea și semințe purpurii cu tegumentul roșu deschis. Fructele sunt mâncate de păsări și maimuțe.

## Răspândire și habitat
Planta este găsită în zone tropicale din Asia de Sud-Est în păduri secundare și terenuri mlăștinoase. Poate fi găsită și în locuri aluviale ca mlaștinile, mangrovele, malurile apelor curgătoare, dar uneori este prezentă pe dealuri și pe crestele cu textură argiloasă spre nisipoasă. Dillenia suffruticosa există și în Sri Lanka, Peninsula Malacca, Sumatra, Java, Borneo și regiunile tropicale din Singapore.

## Utilizări
Dillenia suffruticosa are multe folosințe, mai ales în medicină. Frunzele și rădăcinile sale au proprietăți curative, fiind bune împotriva inflamațiilor, mâncărimilor și durerilor de stomac. Frunzele pot fi modelate în formă de con, formând astfel un spațiu de depozitare. De asemenea, în zonele urbane pot fi folosite pentru a atrage păsările sau pot fi crescute ca plante ornamentale.

## Sinonime
1. Dillenia burbidgei (Hook.f.) Martelli[3]
2. Dillenia suffruticosa var. borneensis Ridl[3]
3. Wormia burbidgei Hook.f [3]
4. Wormia subsessilis Miq, Wormia subsessilis var. borneensis Ridl[3]
5. Wormia suffruticosa Griff[3]